# Subancistrocerus
Subancistrocerus (лат.) — род одиночных ос (Eumeninae). Австралия, Афротропика, Палеарктика и Юго-Восточная Азия.

## Описание
Осы мелких размеров (менее 1 см). Основная окраска чёрная со светлыми отметинами. Взрослые самки охотятся на личинок насекомых, которые служат кормом для развития собственных личинок осы. От близких родов отличаются следующими признаками: тергит I с двумя килями, оба киля относительно близко расположены друг к другу, тергит I шире длины в дорсальном виде.

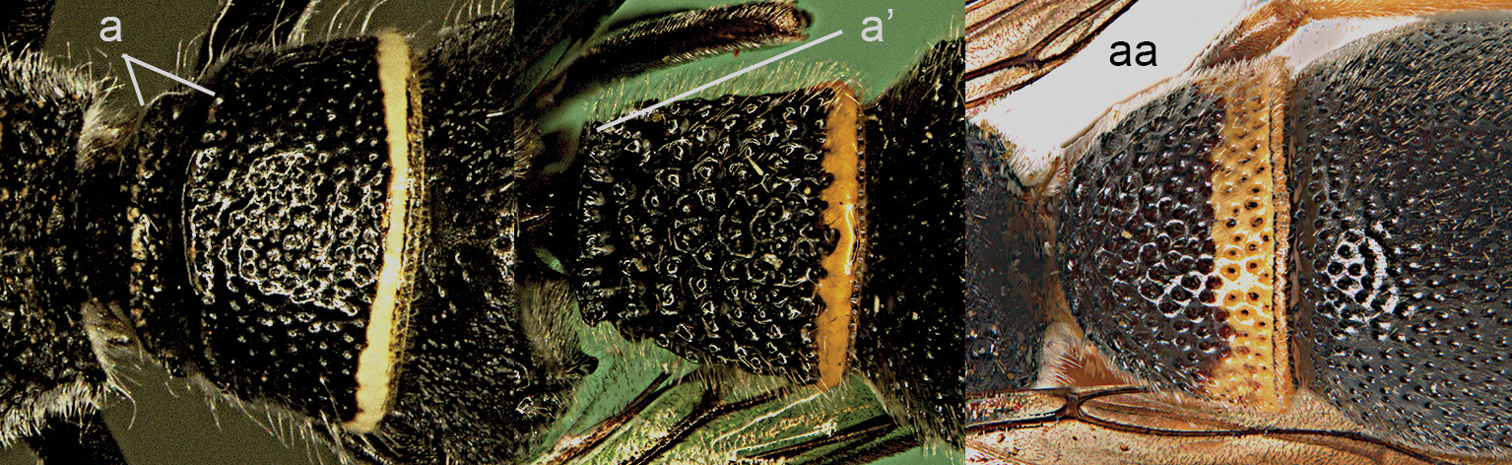
Первый тергит брюшка Subancistrocerus sichelii (a), Pseudonortonia abbreviaticornis (a’), Stenodynerus chinensis (aa)

## Классификация
Род был описан в 1855 году для вида Odynerus sichelii Saussure, 1855. Род включают в состав подсемейства Eumeninae. Близок к родам Parancistrocerus и Pseudonortonia.
- Subancistrocerus abdominalis Giordani Soika, 1994
- Subancistrocerus albocinctus Giordani Soika, 1993
- Subancistrocerus angulatus Giordani Soika, 1994
- Subancistrocerus bambogensis Giordani Soika, 1981
- Subancistrocerus budongo (Meade-Waldo, 1915)
- Subancistrocerus burensis (Giordani Soika, 1935)
- Subancistrocerus camicrus (Cameron, 1904)
- Subancistrocerus clavicornis (Smith, 1859)
- Subancistrocerus clypeatus Tan et al., 2023[5]
- Subancistrocerus compressus Li & Chen, 2014[9]
- Subancistrocerus domesticus Williams, 1928
- Subancistrocerus esakii Bequard & Yasu., 1939
- Subancistrocerus giordanii Castro, 2003
- Subancistrocerus imbecillus Saussure, 1852
- Subancistrocerus indochinensis Gusenleitner, 2000
- Subancistrocerus jinghongensis Li & Chen, 2014[9]
- Subancistrocerus kankauensis Schulthess, 1934
- Subancistrocerus massaicus (Cameron, 1910)
- Subancistrocerus monstricornis Giordani Soika, 1941
- Subancistrocerus nigritus Giordani Soika & Kojima, 1995
- Subancistrocerus obiensis Giordani Soika, 1995
- Subancistrocerus palauensis Bequard & Yasu., 1939
- Subancistrocerus redemptus Giordani Soika, 1965
- Subancistrocerus reflexus Giordani Soika, 1995
- Subancistrocerus sichelii (Saussure, 1856)
- Subancistrocerus similis Giordani Soika, 1995
- Subancistrocerus solomonis Giordani Soika, 1981
- Subancistrocerus spinicollis Giordani Soika, 1995
- Subancistrocerus spinithorax Giordani Soika, 1995
- Subancistrocerus thalassarctos (Dalla Torre, 1889)
- Subancistrocerus tristis Giordani Soika, 1992
- Subancistrocerus venkataramani Girish Kumar, 2013
- Subancistrocerus yapensis Yas., 1945